# Municipio de Evart
El municipio de Evart (en inglés: Evart Township) es un municipio ubicado en el condado de Osceola en el estado estadounidense de Míchigan. En el año 2010 tenía una población de 1483 habitantes y una densidad poblacional de 16,82 personas por km².

## Geografía
El municipio de Evart se encuentra ubicado en las coordenadas 43°51′13″N 85°15′23″O / 43.85361, -85.25639. Según la Oficina del Censo de los Estados Unidos, el municipio tiene una superficie total de 88.19 km², de la cual 84,94 km² corresponden a tierra firme y (3,68 %) 3,25 km² es agua.

## Demografía
Según el censo de 2010, había 1483 personas residiendo en el municipio de Evart. La densidad de población era de 16,82 hab./km². De los 1483 habitantes, el municipio de Evart estaba compuesto por el 97,1 % blancos, el 0,27 % eran afroamericanos, el 0,74 % eran amerindios, el 0,13 % eran asiáticos y el 1,75 % eran de una mezcla de razas. Del total de la población el 1,62 % eran hispanos o latinos de cualquier raza.